# Richard Shelby
Richard Craig Shelby (Birmingham, Alabama; 6 de mayo de 1934) es un político estadounidense. Desde 1994, es miembro del Partido Republicano. Hasta entonces, perteneció al Demócrata. Fue senador de Alabama de 1987 a 2023. Fue uno de los miembros más antiguos del Senado, al que pertenece desde 1987. Desde 1979 hasta entonces, fue miembro de la Cámara de Representantes.

## Carrera
Se graduó de la Universidad de Alabama. El áula Shelby es la mayor instalación científica de Estados Unidos. Fue terminada en 2004 y fue nombrado en su honor y de su esposa, la doctora Annette N. Shelby. Con ella tiene dos hijos: Claude Nevin Shelby y Richard Shelby, Jr.
En 2017, fue uno de los 22 senadores que firmó una carta pidiéndole al presidente Donald Trump que saque a Estados Unidos del Acuerdo de París, el cual busca reducir los efectos del cambio climático. Según la ONG Center for Responsive Politics, Shelby ha recibido desde 2012 más de 62.000 dólares de grupos de interés de la industria del petróleo, del gas y del carbón.